# 閃電岩

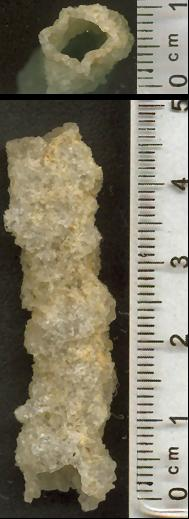
フロリダ州オキーチョビー郡で採集された閃電岩

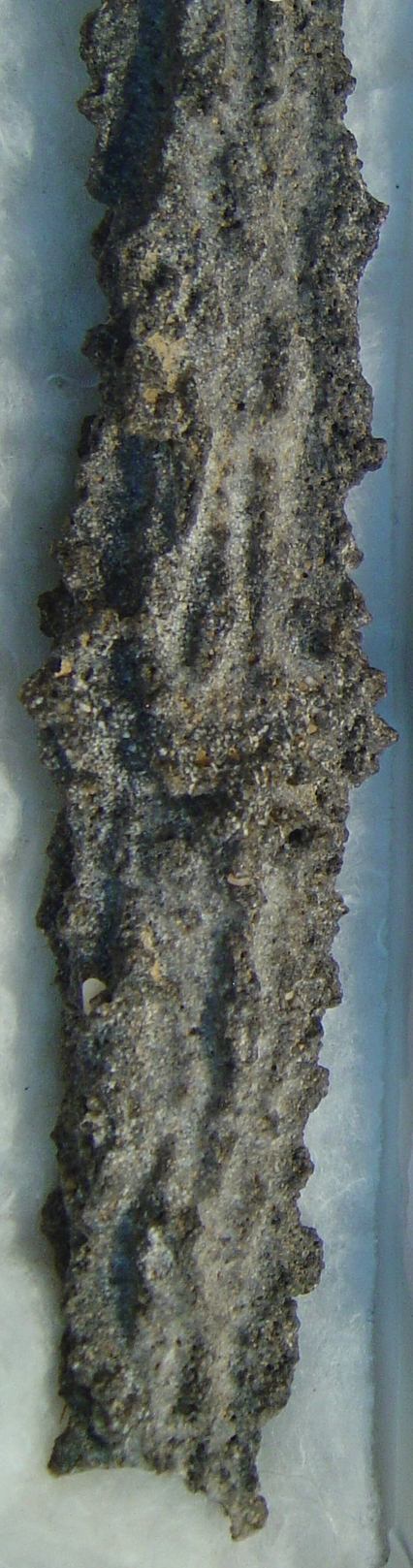
Fulgurite

閃電岩あるいは雷管石（英 fulgurite フルグライト; ラテン語のfulgur「雷」から）は、珪砂に落雷したあとにできる、ニンジンに似た形状の天然のガラス管である。ちょうどよい成分の砂が高温に熱せられることで、雷の経路にそった形の石英ガラスを形成する。「雷の化石」とも呼ばれることがある。形成されたガラスはルシャトリエライトと呼ばれるが、これは隕石の落下(テクタイト)や火山噴火でも生成される。アモルファスなのでミネラロイドに分類される。
管の直径は数センチメートルで、長さは数メートルになる。色は元の砂の成分により黒や褐色から緑・半透明白色のものがある。内面は通常はなめらかか、または細かい泡がある。外側は一般に粗い砂粒で覆われている。外見は木の根に似て、しばしば枝分かれや小さな穴がある。時には閃電岩は岩の表面に形成されることがある（exogenic fulguriteと呼ばれる）。

## 発見例
閃電岩はとても稀少である。ニュージャージー州サウス・アンボイで採取された大きな標本は長さがほぼ9フィート、地表近くで直径3インチ（7.6cm）あり、次第に細くなっていって掘り出された最深部では直径16分の3インチ（5 mm）となっていた。しかし閃電岩はきわめてもろいため全体をそのまま掘り出すことはできず、最大の断片でも長さ6インチ（15.2 cm）でしかない。
「カスケード山脈の避雷針」として知られるシールセン山では、特に山頂点近くの5から10フィートのところで岩表面に茶緑色の閃電岩が形成される。また、五大湖湖岸でも見つかる。
おそらくもっともきれいな標本はフィラデルフィアの自然科学アカデミーに展示されているものだろう。1940年に発見された。
最大のものは、イェール大学ピーボディ自然史博物館に展示されているコネチカット州北部のLake Congamondの湖畔で採取された長さ13フィート（4 m）の標本である。この閃電岩は1950年代から展示されており、2006年5月からは新設の『鉱物・地球・宇宙』ホールに展示されている。
3m以上ある標本がロンドン自然史博物館に展示されている。断片が50cm以上もある。

### 日本国内

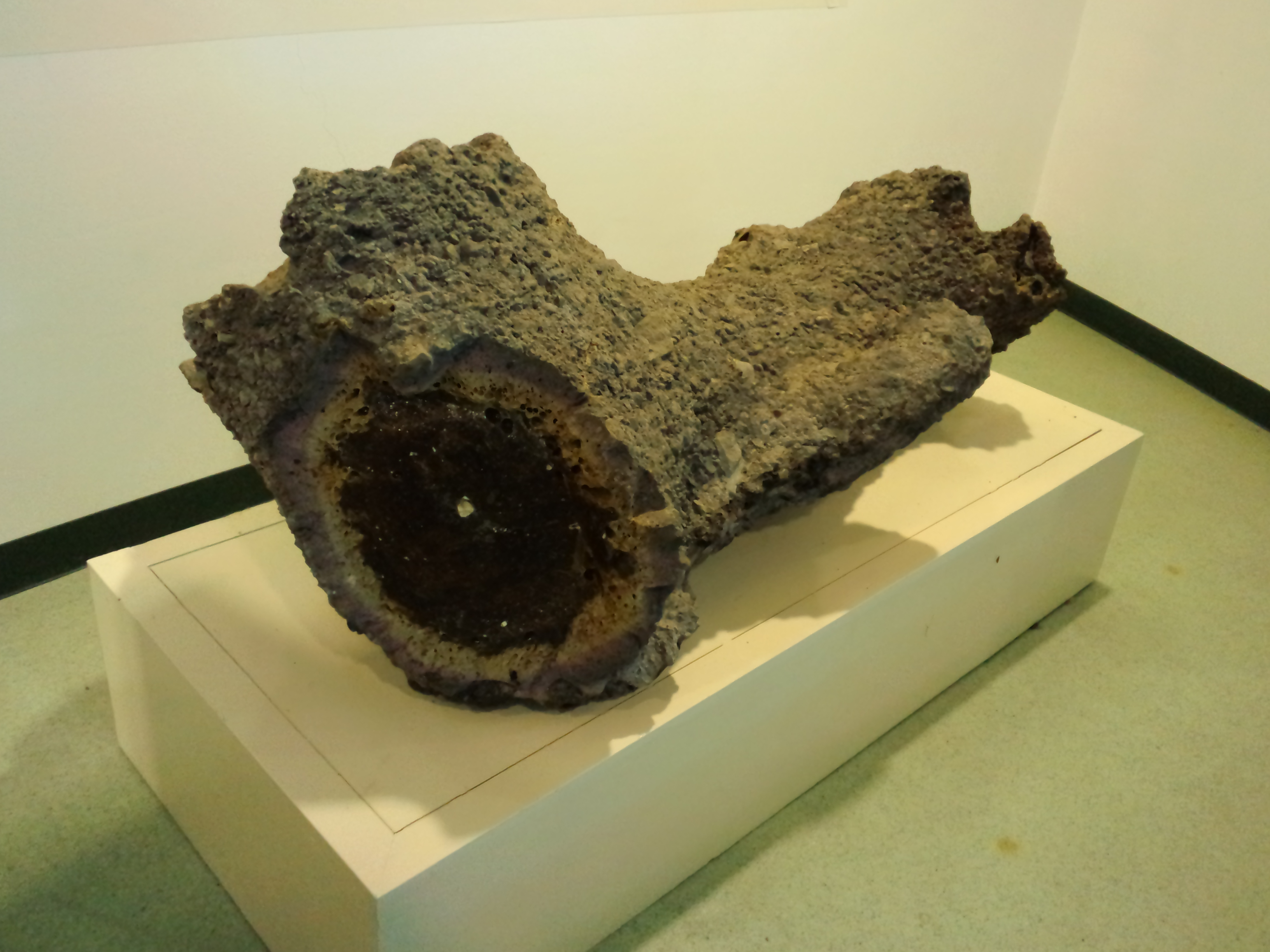
非常に珍しい日本産の閃電岩（岩見沢郷土科学館）

閃電岩の生成には約6億ボルトの電圧を持った強力な雷が必要とされ、日本の気象条件では強くても1億ボルト程度の雷しか発生しない事から閃電岩は通常できない。
しかし、日本でも1966年6月6日に北海道岩見沢市で発見例があり、同市の郷土科学館にて長さ約89cm・重量約60Kgの断片が展示されている（展示部以外を含む全体では長さ約2m、直径は最大約41cm、推定重量約230Kg）。発見当時、この閃電岩の採取地点で高圧電線の切断事故が記録されている事から、落雷で切断された電線が障害物に引っ掛かる事なく地表に接触し、同時に落雷のエネルギーが電線を経由して大きく増幅されたと見られる。さらにそこへ主成分となる珪砂を含んだ当該地点の地質が重なった事で、本来起こりえない生成条件を満たし日本初となる閃電岩の発見に至ったとされる。